# Night of the Demon
| Críticas profissionais | Críticas profissionais |
| Avaliações da crítica  | Avaliações da crítica  |
| Fonte                  | Avaliação              |
| ---------------------- | ---------------------- |
| allmusic               | [ 1 ]                  |

Night of the Demon é o álbum de estreia da banda Demon, lançado em 1981 pela gravadora Carrere Records. Através desse álbum, foram considerados uma das bandas fundamentais do movimento New Wave of British Heavy Metal. Alguns dos assuntos abordados no álbum incluem temas demoníacos e sombrios.

## Faixas
| N.º | Título                      | Duração |  |
| 1.  | "Full Moon (Instrumental)"  |         |  |
| 2.  | "Night of the Demon"        |         |  |
| 3.  | "Into the Nightmare"        |         |  |
| 4.  | "Father of Time"            |         |  |
| 5.  | "Decisions"                 |         |  |
| 6.  | "Liar"                      |         |  |
| 7.  | "Big Love"                  |         |  |
| 8.  | "Ride the Wind"             |         |  |
| 9.  | "Fool to Play the Hard Way" |         |  |
| 10. | "One Helluva Night"         |         |  |